# Getting Acquainted
Getting Acquainted (br: Carlitos e Mabel em passeio / pt: Charlot passeia) é um filme mudo de curta-metragem estadunidense de 1914, do gênero comédia, produzido por Mack Sennett para os Estúdios Keystone, e escrito, dirigido e protagonizado por Charles Chaplin.

## Sinopse
O Sr. Sniffles e sua esposa saem para um passeio no parque e encontram Ambrose e a esposa dele. Carlitos começa a paquerar esta última, causando uma confusão.

## Elenco
- Charles Chaplin .... Sr. Sniffles
- Phyllis Allen .... Sra. Sniffles
- Mack Swain .... Ambrose
- Mabel Normand .... esposa de Ambrose
- Harry McCoy .... passante
- Edgar Kennedy .... policial
- Cecile Arnold .... Mary